# Juan José Ibarretxe

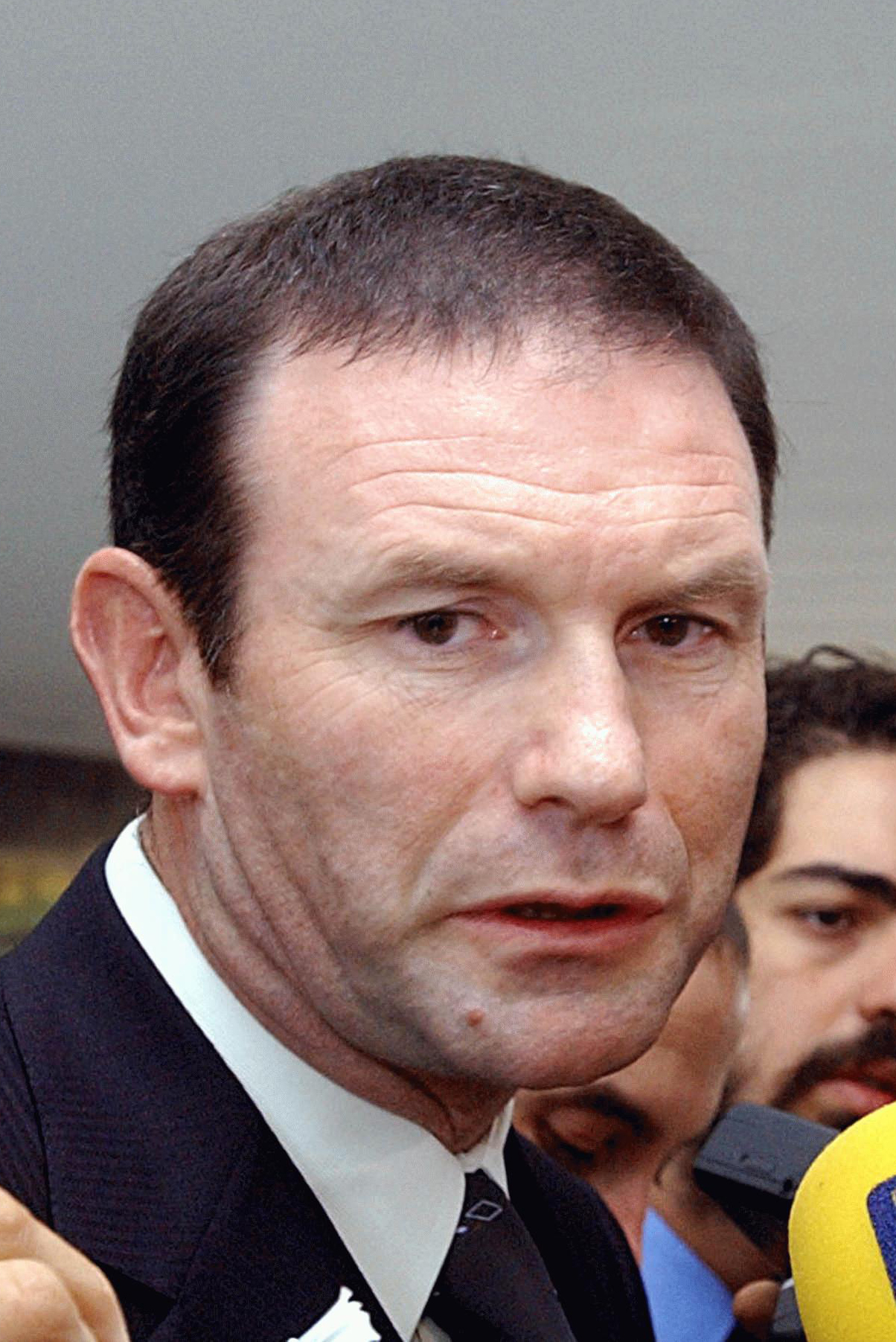
Juan José Ibarretxe

Juan José Ibarretxe Markuartu (Llodio, 15 mei 1957) was de president (lehendakari) van Baskenland van 2 januari 1999 tot en met 2009.
Hij werd geboren in Llodio in de provincie Álava. Hij behaalde het diploma van economist aan de universiteit van Baskenland. Hij trad toe tot de Nationalistische Partij van Baskenland, de Eusko Alderdi Jeltzalea.
Hij werd in 1983 verkozen als burgemeester van Llodio en als Baskisch parlementslid. Van 1986 tot 1990 en van 1991 tot 1994 was hij onder andere minister van financiën van de Baskische autonome regio. In 1998 won hij de verkiezingen als presidentskandidaat en werd president op 2 januari 1999.
In 2003 lanceerde hij het controversiële plan, dat Baskenland bindt met Spanje in een Vrije Associatie, met een eigen wetgevend systeem en een eigen vertegenwoordiging in de Europese Unie. Het plan raakte door het Baskische parlement, maar werd afgeschoten in het Spaanse parlement, de Cortes.
Ibarretxe is een wielerfan en een supporter van Euskaltel - Euskadi meer bepaald van Iban Mayo.
- Biblioteca Nacional de España: XX1547766
- Catàleg d'autoritats de noms i títols de Catalunya: 981058519333706706
- Gemeinsame Normdatei: 13015914X
- International Standard Name Identifier: 0000 0000 7824 9296
- Library of Congress Control Number: no2002095921
- Système universitaire de documentation: 073765538
- Virtual International Authority File: 62647918
- WorldCat: E39PBJvd9GMcm8HHyJ7jmqBgKd